# Ерназарова, Раиса Мулдашевна
Раиса Мулдашевна Ерназарова (Пустой шаблон {{ВД-Преамбула}} ) — советский кинорежиссёр, педагог, исследователь, автор книг. Член Союза кинематографистов России (1978), Заслуженный работник культуры России, Почётный профессор международной кафедры ЮНЕСКО НГУ.

## Образование
Факультет журналистики Казахского государственного университета имени Аль-Фараби (1967)
Высшие курсы сценаристов и режиссёров Комитета кинематографии при Совмине СССР, 1972.

## Творческая биография
Старшие курсы университета: активная работа в периодике и на телевидении Алма-Аты, позднее в республиканской кинохронике.
Студия «Казахфильм»: работала монтажницей, редактором, а также ассистентом режиссёра.
Период обучения на Высших режиссёрских курсах (мастерская Л. Трауберга и Г. Данелия): проходила практику на съёмках фильмов Андрея Тарковского «Солярис» и Толомуша Океева «Лютый».
После окончания курсов работает режиссёром студии «Казахфильм». Как постановщик, создаёт игровой фильм «Небо начинается на земле». Затем — документальный фильм «Музыка столетий».
Также выступает и как автор сценария многих документальных лент.
В 1977 году переходит на студию «Новосибирсктелефильм», где создала серию картин, посвящённых проблемам освоения сибирского Севера.
Фильмы этого периода:
«Первый Аргиш» (1978),
«Ары-Мас» (1980),
«Эхо веков» (1982),
«Долганская сказка» (1984),
«Земля родная» (1986),
«Ач-гяла — значит неженатый» (1987) и др.

### Более поздние фильмы
«Последний шаман»

### Книги
Земля кошачьего локотка

## Семья
Муж — Шиллер Юрий Андреевич, кинорежиссёр
1. ↑  Ассоциация документального кино России (рус.). Союз кинематографистов Российской Федерации.